# 卵苞五蕊柳
卵苞五蕊柳（学名：Salix pentandra var. obovalis）为杨柳科柳属下的一个变种。

## 扩展阅读
- 維基物種上的相關：卵苞五蕊柳